# Mirwais (musicus)
Mirwais of Mirwais Stass (geboren als Mirwais Ahmadzaï op 23 oktober 1960, Lausanne, Zwitserland) is een Franse musicus. Van 1978 tot 1986 was hij lid van de Parijse band Taxi Girl.

## Biografie
Mirwais, zoon van een Italiaanse moeder en een Afghaanse vader, begon zijn carrière bij Taxi Girl. Toen die groep werd ontbonden startte hij een solocarrière als zanger en producer. Hij richtte - zonder groot succes - het duo Juliette et les Independants op. In 2000 kreeg hij echter internationale erkenning dankzij het album Production en het daarvan afkomstige nummer Naïve song. Zijn muziek kan worden omschreven als een combinatie van rock, new wave, disco en synthetische muziek. Zijn muziek - vooral uit de Taxi Girl-periode - heeft een grote invloed gehad op bands als Daft Punk en Air. Hij werkte ook mee aan het debuutalbum van Shazz.
Mirwais was in de jaren 80 de producer van een aantal zangers en bands namens Mankin Records, een label opgericht door Taxi Girl. Tussen 2000 en 2006 produceerde hij drie albums van Madonna, wat hem een grote mondiale bekendheid heeft opgeleverd in korte tijd. In een interview met Billboard op 5 augustus 2000 zei Madonna over Mirwais: "I truly believe that this man is a genius… I listen to his stuff and I think, this is the future of sound."

## Albums

### Mirwais (1990)
- Le futur
- L'amour
- Velours bleu
- 60-90
- Reviens
- Cellophane
- Modernisme
- Tu sais bien
- Régime sud américain

### Production (2000)
- Disco Science
- Naïve song
- V.I. (The Last Words She Said Before Leaving)
- I Can't Wait
- Junkie's Prayer
- Definitive Beat
- Paradise
- Never Young Again
- Involution

### Samenwerking

#### Juliette et les Indépendants
- Juliette et les Indépendants (1989)
- 14 Juillet (1993)

#### Sutra
- Suicide (1998)

#### Shazz
- Shazz (1998)

#### Madonna
- Music (2000)
- American Life (2003)
- Confessions on a Dance Floor (2005)

## Trivia
- Het nummer Naïve song is de introtune van de Franse televisieserie Clara Sheller. Tevens schreef Mirwais de intromuziek voor de James Bondfilm Die Another Day.
- Disco science werd gebruikt in de film Snatch van Guy Ritchie.